# Anllo (Sober)
Anllo (llamada oficialmente Santo Estevo de Anllo) es una parroquia española del municipio de Sober, en la provincia de Lugo, Galicia.

## Otras denominaciones
La parroquia también es conocida por los nombres de San  Esteban de Anllo y San Estevo de Anllo.

## Límites
Limita al norte con las parroquias de Acedre y Rosende, al oeste con Frontón, al este con San Martiño de Anllo, y al sur con Vilar de Cerreda y Santo Estevo de Ribas de Sil, las dos en la provincia de Orense y separadas por el río Sil.

## Organización territorial
La parroquia está formada por diecinueve entidades de población, constando diecisiete de ellas en el nomenclátor del Instituto Nacional de Estadística español:
- A Barca
- Arroxo (O Arroxó)
- Bouzas
- Burdalla (A Burdalla)
- Cabarco (O Cabarco)
- Campo de Anllo (O Campo de Anllo)
- Castinandi (Castinande)
- Ciguñeira (A Cegoñeira)
- Cuñas (Cuñas de Abaixo)
- Cuñas de Arriba
- Hortas (Hortás)
- Mogueira (A Mogueira)
- Nogueira
- Pacios (Pacios de Anllo)
- Portizo (Portizó)
- Pousa (A Pousa)
- Regueiro
- Soutonovo (Souto Novo)
- Xuncal (O Xuncal)

## Demografía
| Gráfica de evolución demográfica de Anllo entre 2000 y 2021 |
|                                                             |
| Datos según el nomenclátor publicado por el INE.            |